# Mandy Bright
Mandy Bright (Budapest, 12 aprile 1978) è un'attrice pornografica e regista pornografica ungherese, vincitrice nel 2004 dell'AVN Award for Female Foreign Performer of the Year.

## Biografia
Dopo aver lavorato come modella, a 21 anni è entrata nell'industria pornografica come attrice dove nel 2004 ha ottenuto il premio agli AVN Awards come miglior performer femminile straniera.
Nel 2013 annuncia il ritiro dal porno, salvo poi farvi ritorno 10 anni più tardi.

## Riconoscimenti
AVN Awards
- 2004 - Female Foreign Performer of the Year[5]